# كيشا جاكسون
كيشا جاكسون (بالإنجليزية: Keisha Jackson)‏ هي مغنية أمريكية، ولدت في 17 أغسطس 1965 في بروكلين في الولايات المتحدة.

## وصلات خارجية
- كيشا جاكسون على موقع ميوزك برينز (الإنجليزية)
- كيشا جاكسون على موقع ديسكوغز (الإنجليزية)